# Осиче (община Крива паланка)
 Тази статия е за селото в община Крива паланка.  За селото в община Старо Нагоричане вижте Осиче (община Старо Нагоричане).  
Осиче (на македонска литературна норма: Осиче) е село в Северна Македония, в община Крива паланка.

## География
Селото е разположено в областта Славище по течението на река Добровница, северно от общинския център Крива паланка.

## История
През X век в Осиче е роден един от тримата следовници на Свети Иван Рилски - Свети Гаврил Лесновски.
В края на XIX век Осиче е българско село в Кривопаланска каза на Османската империя. Според статистиката на Васил Кънчов („Македония. Етнография и статистика“) от 1900 година Осиче е населявано от 350 жители българи християни.
Цялото християнско население на селото е под върховенството на Българската екзархия. По данни на секретаря на екзархията Димитър Мишев („La Macédoine et sa Population Chrétienne“) в 1905 година в Осиче има 328 българи екзархисти. През ноември 1906 година селото (общо 50 къщи) е принудено от сръбската пропаганда да се откаже от Екзархията и е обявено за сръбско, но през 1909 година отново става екзархийско.
По време на Първата световна война Осиче има 410 жители.
Според преброяването от 2002 година селото има 51 жители, всички северномакедонци.

## Личности
Родени в Осиче
- Свети Гаврил Лесновски, православен светец
- Георги П. Милков, кметски наместник в периода на българското управление 1941-1944 година[6]